# 捷克兵工厂
捷克兵工厂（简称CZ）是总部位于捷克共和国乌赫尔布罗德的一家主要生产轻兵器的枪械制造公司，其控股公司是ČZ Partners SE，麾下姊妹公司还生产叉车、摩托车和各种汽车零部件。现今CZ的枪械生产业务主要由捷克兵工乌赫尔布罗德厂（简称CZUB）负责，目前有大约1800名雇员，是捷克最大的出口商之一，客户遍布全世界100多个国家，也是世界轻兵器前十大、自动枪械前五大制造商之一。

## 历史

### 建厂初年

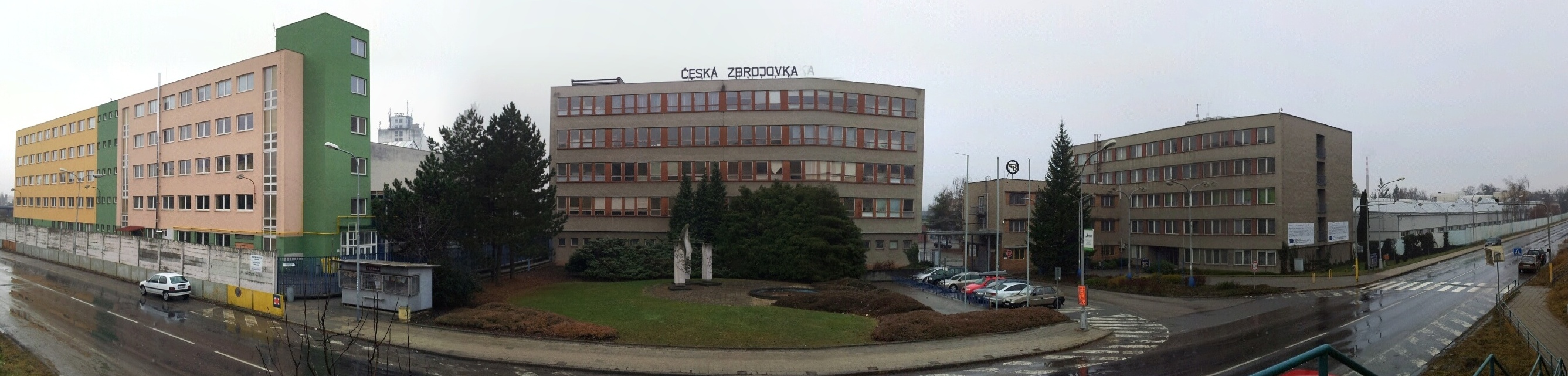
CZ总部

捷克兵工厂的前身是斯柯达公司于1919年9月在斯特拉科尼采建立的分厂南波希米亚兵工厂，在1922年与韦伊普尔蒂和布拉格的两所厂房合并后，组成了名为“捷克兵工斯特拉科尼采厂”的控股公司，主要生产手枪、气枪和自动火器。
1929年，因为第一次世界大战后军火销售量锐减，斯特拉科尼采厂收购了伏尔塔瓦河畔克拉卢皮镇（Kralupy nad Vltavou）的一家自行车零件生产厂，开始扩展面对欧洲、亚洲、非洲和南美洲的出口业务，并在1932年开始生产摩托化自行车，三年后第一款斯特拉科尼采生产的摩托车进入市场。“ČZ”的品牌开始走红，并在一段时间内成为捷克斯洛伐克最大的摩托车制造商。

### 二战期间
随着1933年纳粹德国的兴起和苏台德地区分裂主义的逐步升温，捷克斯洛伐克政府决定将西部的重要生产力大举东迁。捷克兵工厂在摩拉维亚东南部的乌赫尔布罗德建立了一个全新的兵工厂——也就是现在的CZUB。这是当时世界上最现代化、效率最高的制造厂之一，建厂第一年就成功应对了航空机枪的高额生产需求。而斯特拉科尼采老厂则在第二次世界大战期间被德国占领捷克斯洛伐克后改成生产战略物资。

### 冷战时期
第二次世界大战结束后，捷克兵工厂在1946年被国有化，在斯特拉科尼采的老厂因为战后当时的政治情况被永久性的终止了武器生产。捷克兵工厂剩下在乌赫尔布罗德的主要生产厂于1950年成为独立公司, 逐渐成为了捷克斯洛伐克的主要轻武器生产商。战后初期CZ最著名的产品是9×19毫米口径的Sa vz. 23冲锋枪（在签署华沙条约后改为7.62×25毫米的Sa.26），是第一款配有包络式枪机的量产冲锋枪。截至1953年，乌赫尔布罗德兵工厂生产了54.5万支该型号冲锋枪，其中34.5万支是7.62×25毫米口径。
1959年，乌赫尔布罗德兵工厂推出的7.62×39毫米口径Vz. 58突击步枪（当时被军方定位为“冲锋枪”）成为了当时捷克斯洛伐克除了苏制AK-47以外的主要原创选项，截至1984年共有92万支被生产出口和装备国防军。
1962年，著名的Vz. 61蝎式冲锋枪（常常被定义为机关手枪）被推出用来弥补传统冲锋枪和半自动手枪之间的空白，截至2000年共有超过20万支.32 ACP口径的Vz.61在乌赫尔布罗德生产，外加少量生产于1990年代的.380 ACP版本。
1975年，由著名的武器设计师弗朗泰斯·库斯基（František Koucký，1907年7月20日～1994年1月11日）设计的9毫米口径CZ 75手枪面世，引起出色的人机性和独特的双动式扳机基本上范定了“奇迹九毫米”（Wonder Nine）手枪的定义。然而尽管CZ 75是为出口而设计，库斯基兄弟有关该设计的国内专利被列为“秘密专利”，因此在初时只有少数人知道该枪的存在，同时亦没有人能够在捷克斯洛伐克登记相同的设计。与此同时库斯基兄弟和乌赫尔布罗德兵工厂都被禁止在国外申请专利保护，于是大量枪械生产商便把握商机，仿制出一些基于CZ 75设计的手枪。CZ 75直到1985年之前都还没有在捷克斯洛伐克境内销售，而且是在1989年天鹅绒革命发生以后它才开始被捷克军队所采用。目前CZ 75除了装备了多个国家的军队和警察外同时也广泛地被射击选手所使用，也是现今在捷克境内最普遍的民用手枪。

### 冷战后
1992年，随着苏联解体和冷战结束，本为国有的捷克兵工厂被私有化成为由捷克人控股的公司，公司名字也正式定为捷克兵工乌赫尔布罗德厂，开始将乌赫尔布罗德主厂的业务集中用来研发生产高端枪械，并用剩余产能为汽车和航空航天工业提供高精度部件。这期间，捷克兵工厂收购了曾以ZB26式轻机枪著名的人民企业布尔诺兵工厂的枪械部，在2006年为了复兴布尔诺本地已中断近60年的枪械制造业而成立了新的布尔诺步枪公司（Brno Rifles）主要研发折管式步枪，并于2008年正式纳为子公司。2010年，布尔诺步枪公司重新命名回布尔诺兵工厂有限公司。
2011年，已经私有化近20年的捷克兵工厂重新开始为捷克国防军生产武器，其中包括CZ 805布伦A1/A2突击步枪、CZ蝎式EVO 3 A1冲锋枪和CZ 805布伦G1榴弹发射器。2016年，捷克兵工厂在秘鲁首都利马的陆军武器弹药厂（西班牙語：La Fábrica de Armas y Municiones del Ejército S.A.C.）开始生产维修CZ品牌的手枪，并且提供现代化机械、技术转让和技术人员训练，作为打开秘鲁和拉丁美洲市场的基地。2018年，捷克兵工厂正式成为国际控股公司Česká zbrojovka Group SE的麾下企业。

### CZ-USA
从1991年开始，捷克兵工厂在北美的销售业务主要由Bauska、Action Arms和Magnum Research这些进口商代理。为了能够自主巩固利润丰厚的美国市场，捷克兵工厂于1997年在加利福尼亚州奥克赫斯特建立了分公司CZ-USA。在1998年1月，CZ-USA的总部和仓库迁到了堪萨斯州的堪萨斯城，在2005年收购了位于纽约州诺威奇的Dan Wesson Firearms。绝大多数CZ产品都是在乌赫尔布罗德生产，但是少数特殊的美国版产品则是在密苏里州本顿县的特制店生产。2019年，CZ-USA开始在美国本地生产P-10系列手枪。

## 产品

### 著名产品
- vz. 23/25 submachine gun with overhanging bolt
- vz. 52 roller locked automatic pistol
- vz. 61 Škorpion ultra compact submachine gun with rate reducer
- vz. 75 high-capacity automatic pistol with cam unlocking

### 现有产品

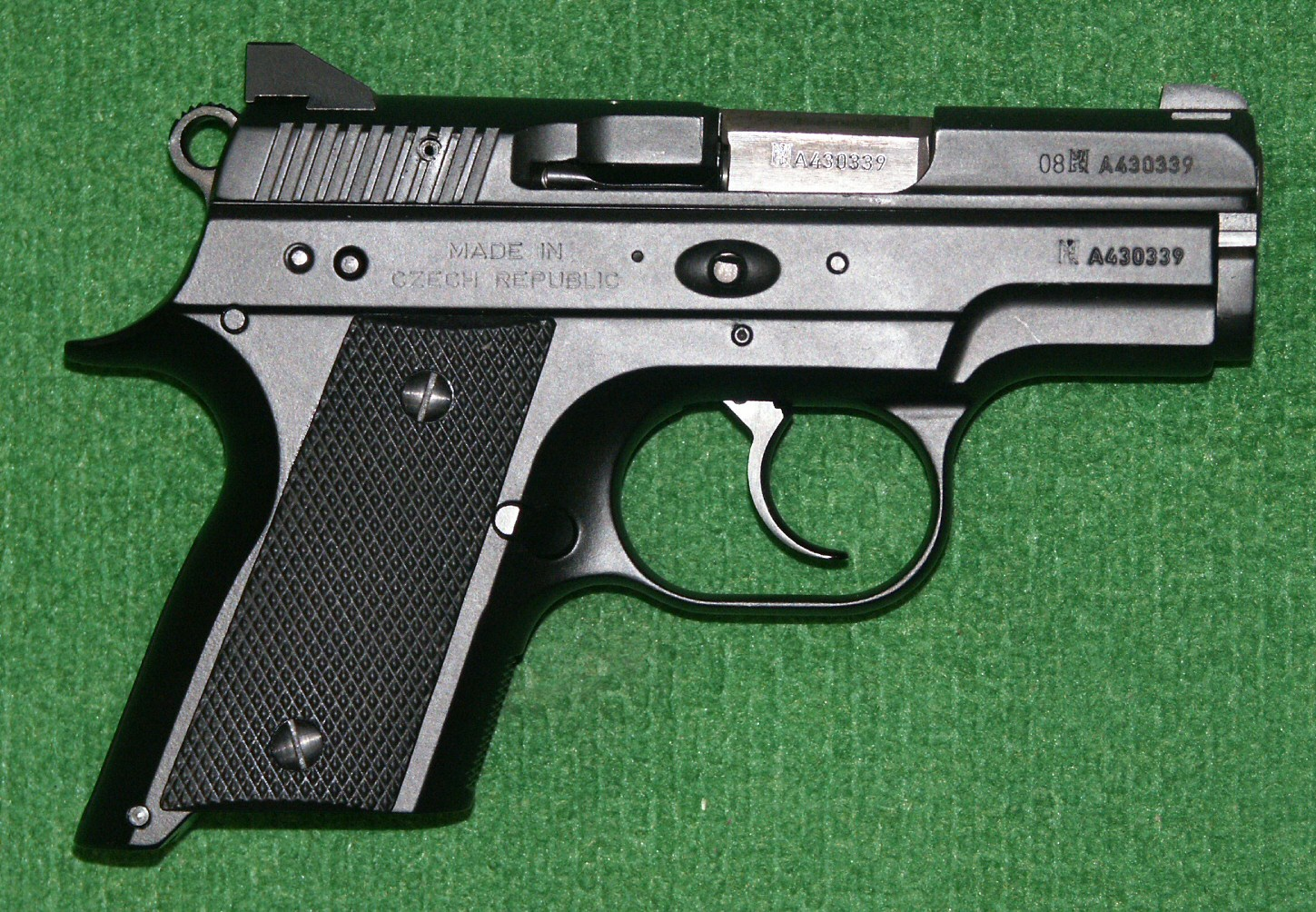
CZ 2075 RAMI

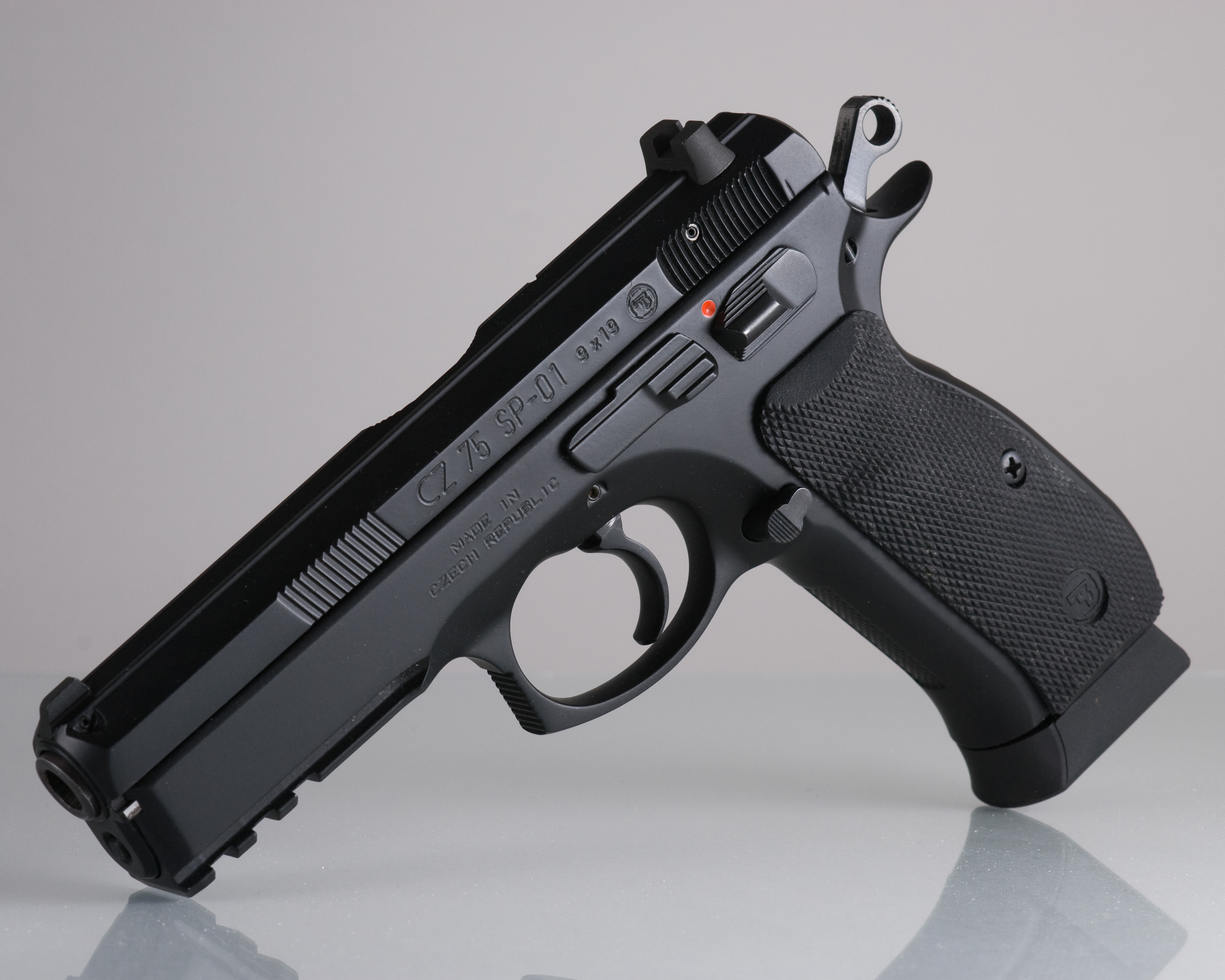
CZ 75 SP-01

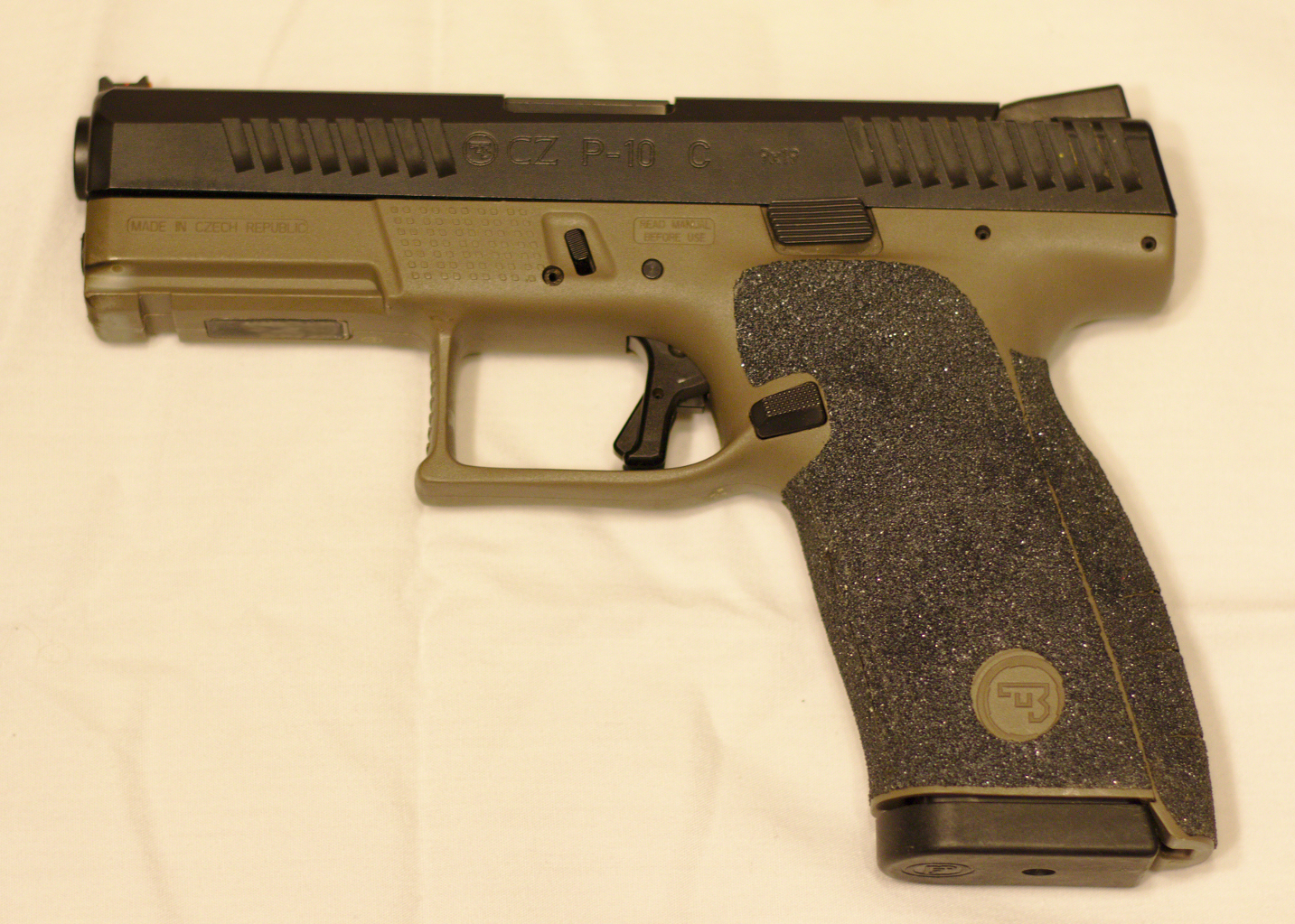
CZ P-10 C

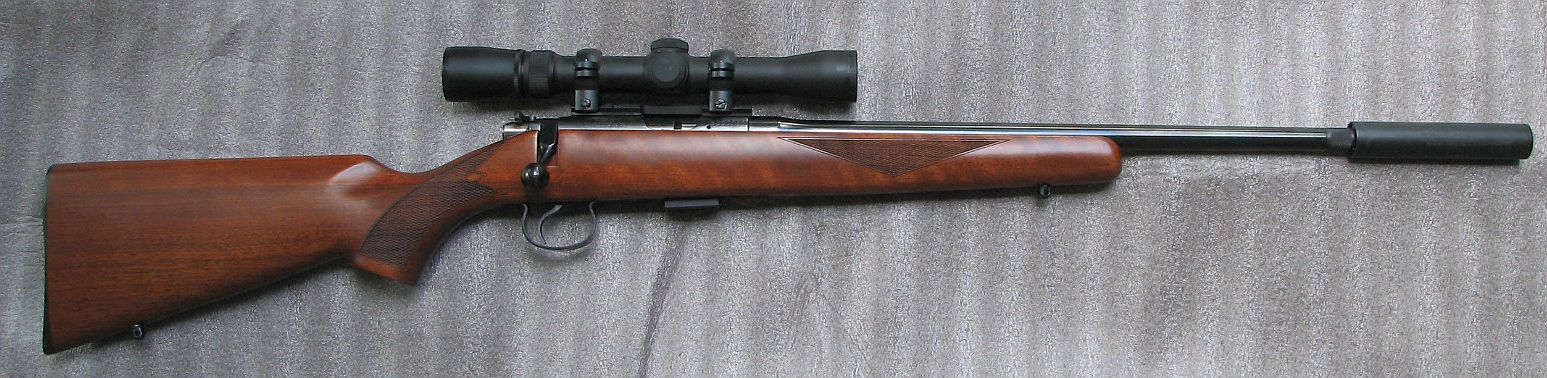
CZ 452 A

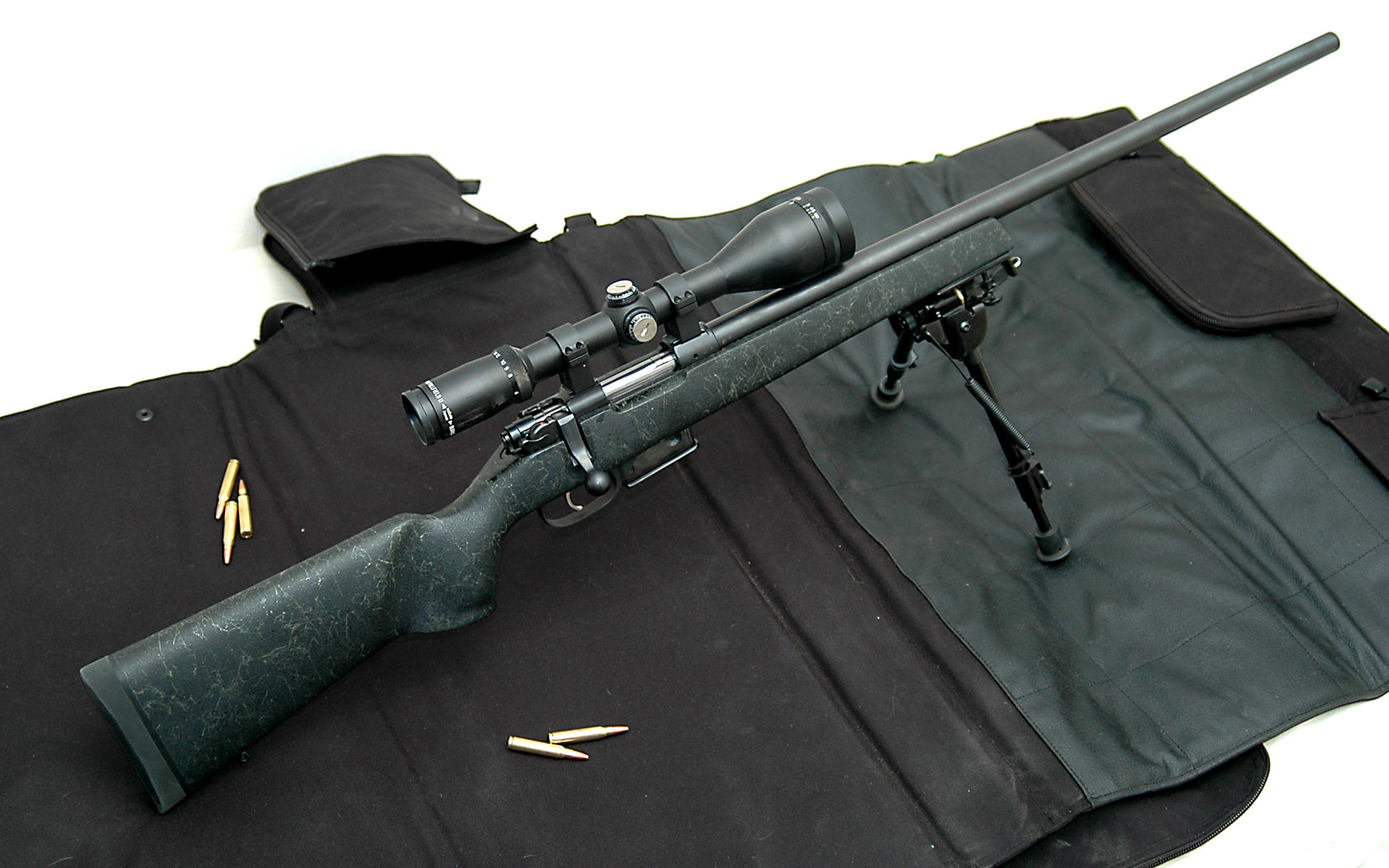
CZ 527 Varmint Kevlar rifle

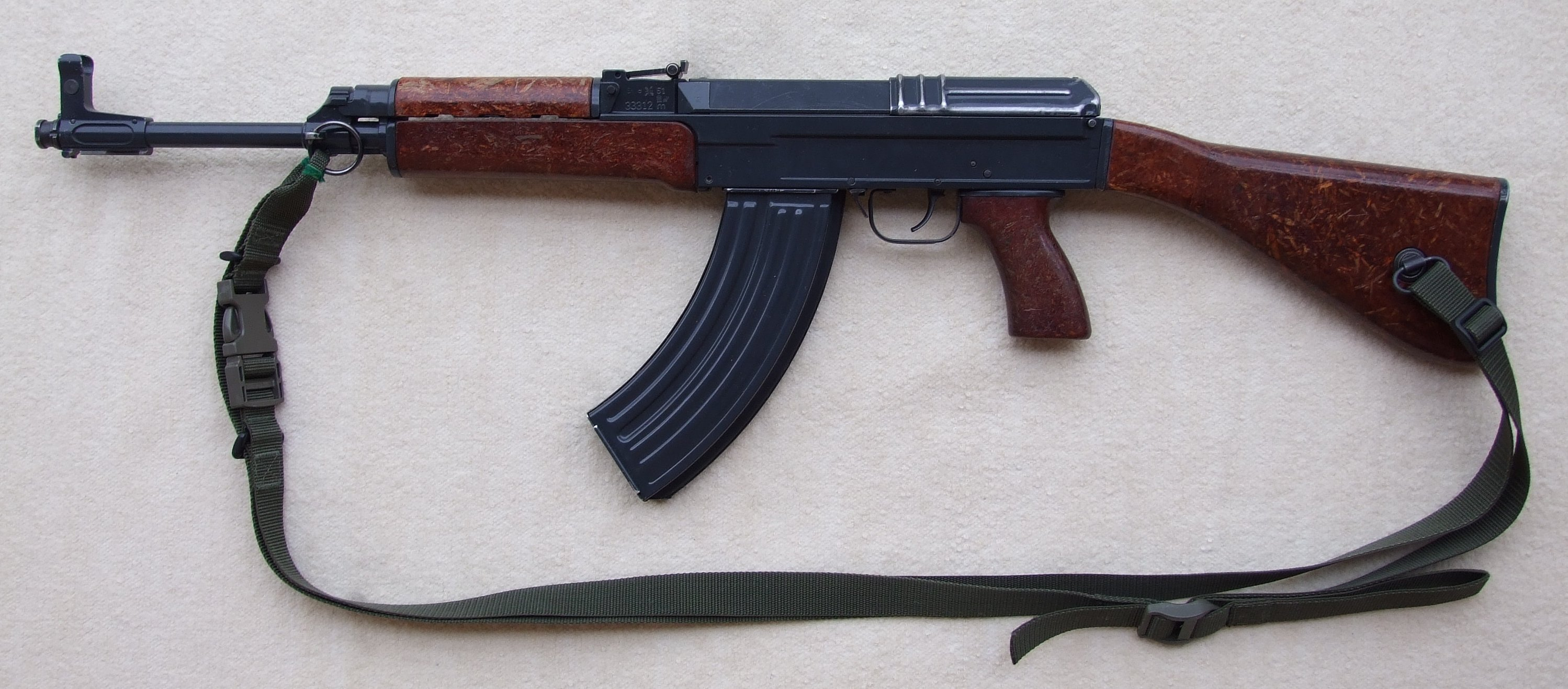
Sa vz. 58

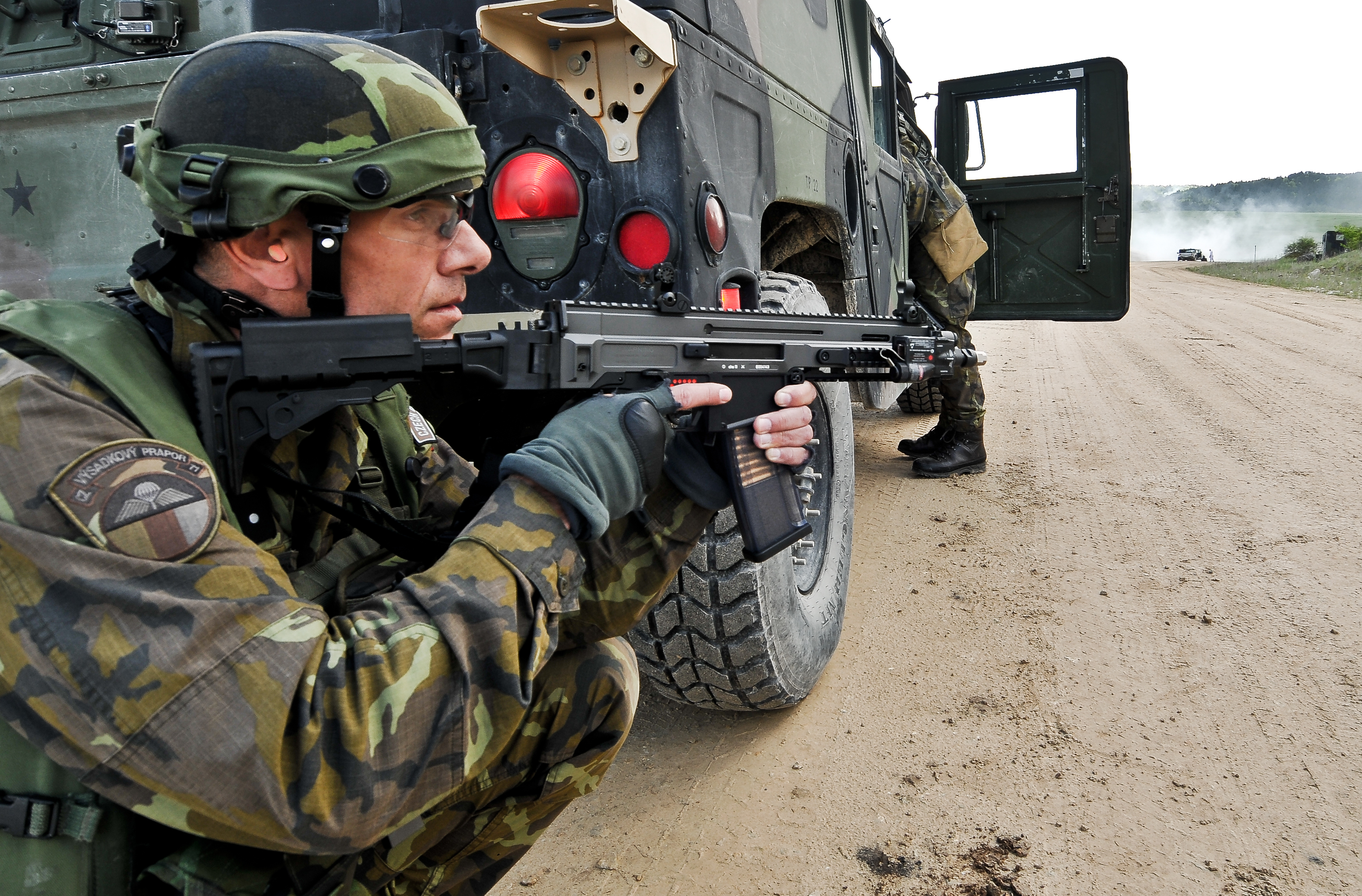
Czech paratrooper with the CZ 805 BREN A2

#### 手枪
- CZ P-10系列
- CZ P-10 NATO系列
- CZ P-07/09系列
- CZ P-07/09 NATO系列
- CZ 75系列
- CZ SHADOW 1系列
- CZ SHADOW 2系列
- CZ 75 TS系列
- KADET系列
  - CZ P-07 KADET
  - CZ P-09 KADET

#### 凸缘底火步枪
- CZ 457系列栓动步枪
- CZ 512系列半自动步枪
  - CZ 515栓放式步枪[[[Wikipedia:格式手册/链接#章節|錨點失效]]]：CZ 512的特殊改造版，为澳大利亚市场设计

#### 中央底火步枪
- CZ 527系列
- CZ 557系列

#### 半自动步枪
- CZ BREN 2Ms系列
  - CZ BREN 2Ms .223 Rem 11"
  - CZ BREN 2Ms 7.62×39mm 11"

#### 半自动卡宾枪
- CZ SCORPION EVO 3 S1系列

#### 冲锋枪
- CZ SCORPION EVO 3 A1

#### 突击步枪
- CZ BREN 2系列
- CZ 807系列

#### 战斗步枪
- CZ BREN 2 BR 7,62x51 NATO

#### 狙击步枪
- CZ TSR

#### 榴弹发射器
- CZ 805 G1

### 过去产品

#### 手枪

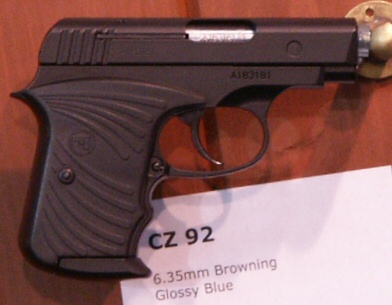
CZ 92

- ČZ pistol, Modell 27 Kal,7.65 mm
- ČZ pistol, caliber 7.65 mm
- ČZ pistol, caliber 6.35 mm
- Model LK 38 pistol, 9 mm caliber
- DUO pistol, caliber 6.35 mm
- Target pistol, Model ZKP 493
- CZ 40P (Limited run, no longer in production)
- CZ 45
- CZ 50
- CZ 52
- CZ 70
- CZ 82 and CZ 83
- CZ 100
- CZ 110
- CZ 122
- ZKR 590 Grand revolver, in calibers .38 and .22 and 7.62 Nagant short
- CZ 40B Joint venture with Colt

#### 小口径步枪
- Model 242
- Model 243
- Model 244

- Model 245
- Model 246
- Model 247
- ZKM 452 2E
- CZ 452
- CZ 453
- CZ 455
- CZ 511
- CZ 513

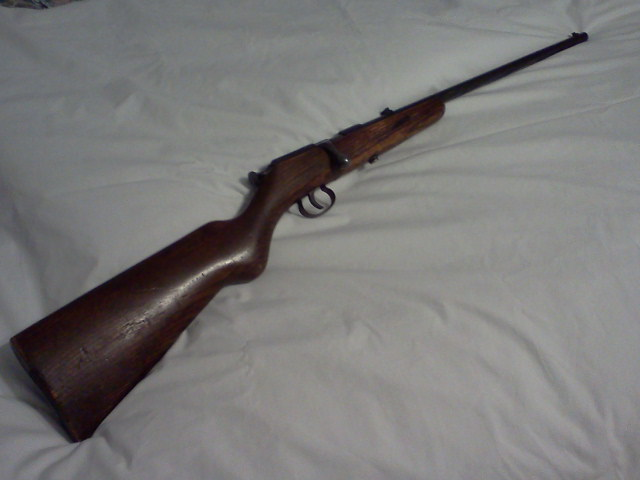
Model 244

- CZ 527, caliber .17 Hornet; .204 Ruger; .223 Rem; 7.62x39, etc.

#### 大口径步枪
- CZ 550
- CZ 557
- CZ 584, calibre 7x65R; 7×57R; 5.6×52R; 6.5×57R; .243Win; .308Win, etc.

#### 航空机枪
- LK 30
- MG 17

#### 军用步枪

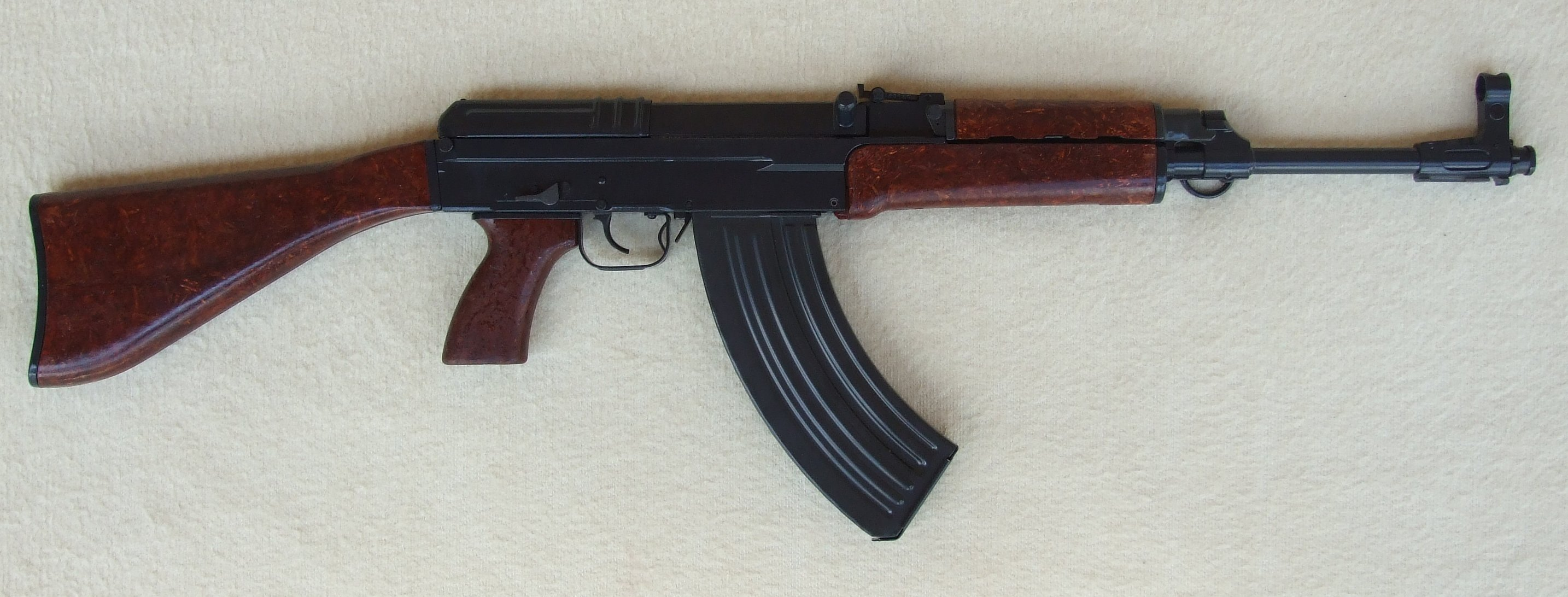
Sa vz. 58

- vz. 24
- vz. 33
- vz. 52
- vz. 52/57
- vz. 58
- ČZ 2000
- CZ S 810 HROM

#### 冲锋枪

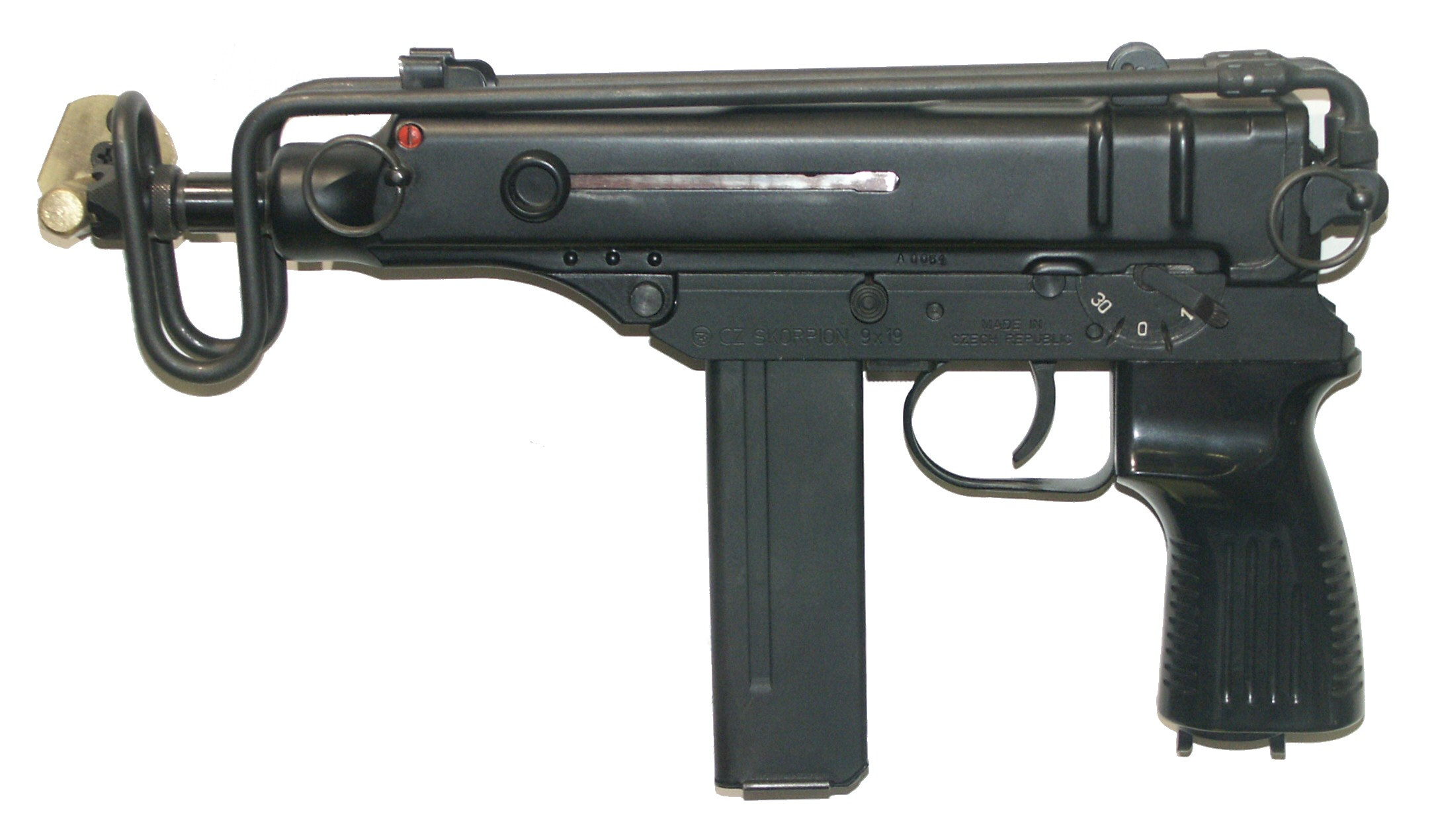
Škorpion vz. 61

- Vz. 61蝎式冲锋枪 (.32 ACP a.k.a 7.65×17mm Browning SR)
- vz. 48 (9×19公釐帕拉貝倫彈 and 7.62×25mm托卡列夫手槍彈).

#### 霰弹枪
- The CZ 581 Over and under shotgun, 12/12 bore;
- The CZ 585 Over and under shotgun; the over and under rifle/shotgun; the CZ 582 prepared for SKEET shooting

#### 其它
- Signal / Flare pistol
- Components for the infantry fire-support machine gun models MG 34, MG 81, and the K 35 anti-aircraft cannon
- The UB 070 and 071 Alarm/Starting Pistols
- Signal pistols, models 44/67. Produced between 1981–1983
- Model ZKP 493 target pistol
- Air-rifle models Z 47, 235, 236, 237,612, 614, 618, 620, 624, 630, 631, 632, 634, 800, 801 and 802
- Air-rifles. Models 802, 803, 603, 608, 612, 615, 618, 620, 622 and 624, mainly calibre 5.5 mm
- Slavia air-rifles - the 603, 608, 612, 620 and 622
- Air-pistol, Model ZVP, calibre 4.5 mm
- The APP Automatic Gas-fired pistol
- The Tex 086
- The Tex, Model 3 - a break-barrelled air pistol
- Model CZ 75D Compact 4.5mm Calibre CO2 pistol
- Three-shot automatic shotgun - CZ 241, in 12, 16 and 20 gauge
- Over and under shotguns, calibres 12,16 and 20
- Over and under ČZ models 581 and 584 - 586
- The ZKK 600, 601 and 602 hunting rifles(calibers ranging from .243Win-.248Win)
- The ZKW 465 Hornet rifle and the ZKW 465 Fox rifle
- The ZKM 452, 561, 573 and 581 small-bore rifles
- The ZKW 465, 680
- The CZ 537 rifle